# Önneröd
Önneröd är ett område i Landvetter, Härryda kommun.
I Önneröd finns både villa- och radhusområden. I sydvästra Önneröd ligger Önneröds by, ett radhusområde som färdigställdes 2001. Ett nytt radhusområde byggdes i sydöstra Önneröd, Ängliden som skulle stå färdigt sommaren 2007. Nya villor byggdes också i området på avstyckade tomter eller på mark där tidigare skog har stått. 
Genom Önneröd går Härkeshultsvägen, en tvåfilig väg som går mot Landvetter Centrum i söder och mot Jonsered och Tahult i Norr. I Önneröd finns det en judoklubb, en grusplan där Landvetter IS/IF brukar träna på och en högstadieskola, Önnerödsskolan, med klasser från 4:an-9:an.
Västra Önneröd räknades som småort 1990, men därefter växte orten samman med Landvetter.

## Historia
I Önneröd fanns vid 1900-talets början inte mer än enstaka gårdar och betesmark omgivna av skog. Under 1940-talet började man bygga sommarstugor/hus i området och sedan dess har inte så mycket mer hänt än att man byggt ut sommarstugorna till villor och att fler villor har tillkommit.